# Genichi Endo
Genichi Endo (遠藤 元一 Endo Genichi?, nacido el 9 de septiembre de 1994 en Hokkaido) es un futbolista japonés que se desempeña como defensa.

## Trayectoria

### Clubes
| Club               | País  | Año    |
| ------------------ | ----- | ------ |
| AC Nagano Parceiro | Japón | 2017 - |

## Estadística de carrera

### J. League
| Club               | Año   | J. League | J. League | Copa J. League | Copa J. League | Total | Total |
| Club               | Año   | Part.     | Goles     | Part.          | Goles          | Part. | Goles |
| ------------------ | ----- | --------- | --------- | -------------- | -------------- | ----- | ----- |
| AC Nagano Parceiro | 2017  | 9         | 0         | -              | -              | 9     | 0     |
| Total              | Total | 9         | 0         | 0              | 0              | 9     | 0     |